# Молодчинин, Алексей Егорович
Алексей Егорович Молодчинин (1915—1978) — лётчик-ас, участник Великой Отечественной войны, полковник Советской Армии, Герой Советского Союза (1943).

## Биография
Алексей Молодчинин родился 5 марта 1915 года в селе Каргашино (ныне — Сасовский район Рязанской области). После окончания семи классов школы и школы фабрично-заводского ученичества работал слесарем на Балтийском заводе в Ленинграде. В 1934—1935 годах служил в Рабоче-крестьянской Красной Армии. В 1937 году Молодчинин повторно был призван в армию. В 1938 году он окончил Борисоглебскую военную авиационную школу лётчиков. С марта 1942 года — на фронтах Великой Отечественной войны.
К марту 1943 года гвардии капитан Алексей Молодчинин командовал эскадрильей 1-го гвардейского истребительного авиаполка 7-й гвардейской истребительной авиадивизии 3-й воздушной армии Калининского фронта. К тому времени он совершил 163 боевых вылета, принял участие в 27 воздушных боях, сбив 10 вражеских самолётов лично и ещё 7 — в составе группы.
Указом Президиума Верховного Совета СССР от 24 августа 1943 года за «мужество и героизм, проявленные в воздушных боях с немецкими захватчиками» гвардии капитан Алексей Молодчинин был удостоен высокого звания Героя Советского Союза с вручением ордена Ленина и медали «Золотая Звезда» за номером 1068.
Затем был командиром 482-го истребительного авиационного полка (с июля 1943 года), с октября 1944 года служил в штабе 2-го истребительного авиационного корпуса. К 9 мая 1945 года гвардии подполковник А. Е. Молодчинин выполнил около 250 боевых вылетов, сбил 18 самолётов противника лично и 5 в группе.
После окончания войны Молодчинин продолжил службу в Советской Армии. В 1948 году он окончил Высшие авиационные курсы. В 1958 году в звании полковника Молодчинин был уволен в запас. Проживал в Ленинграде. Умер 18 февраля 1978 года, похоронен на Колпинском кладбище Санкт-Петербурга.
Был также награждён тремя орденами Красного Знамени, орденом Суворова 3-й степени, двумя орденами Красной Звезды и рядом медалей.